# Pterostylis vittata
Pterostylis vittata är en orkidéart som beskrevs av John Lindley. Pterostylis vittata ingår i släktet Pterostylis och familjen orkidéer. Inga underarter finns listade i Catalogue of Life.

## Bildgalleri

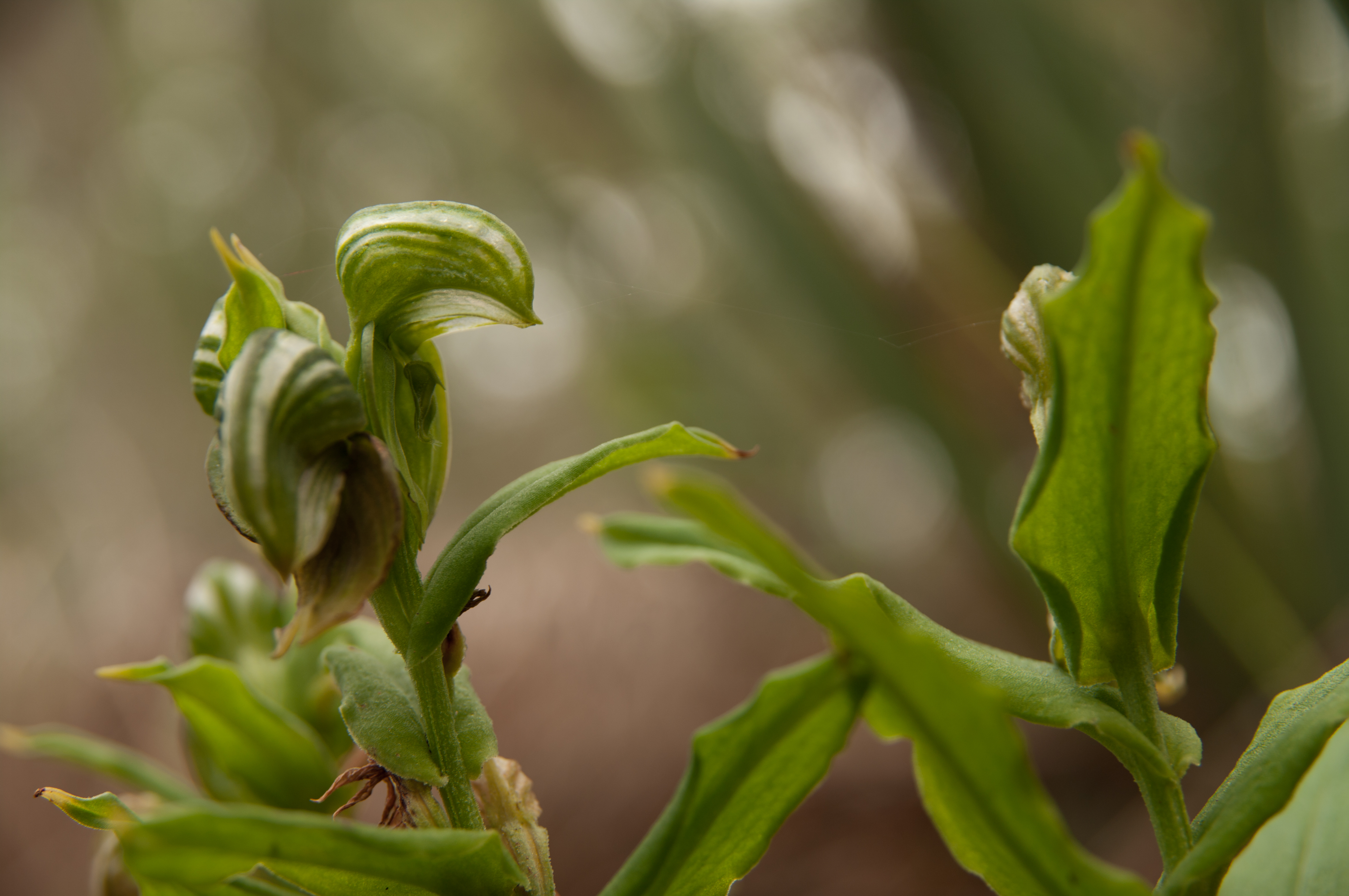
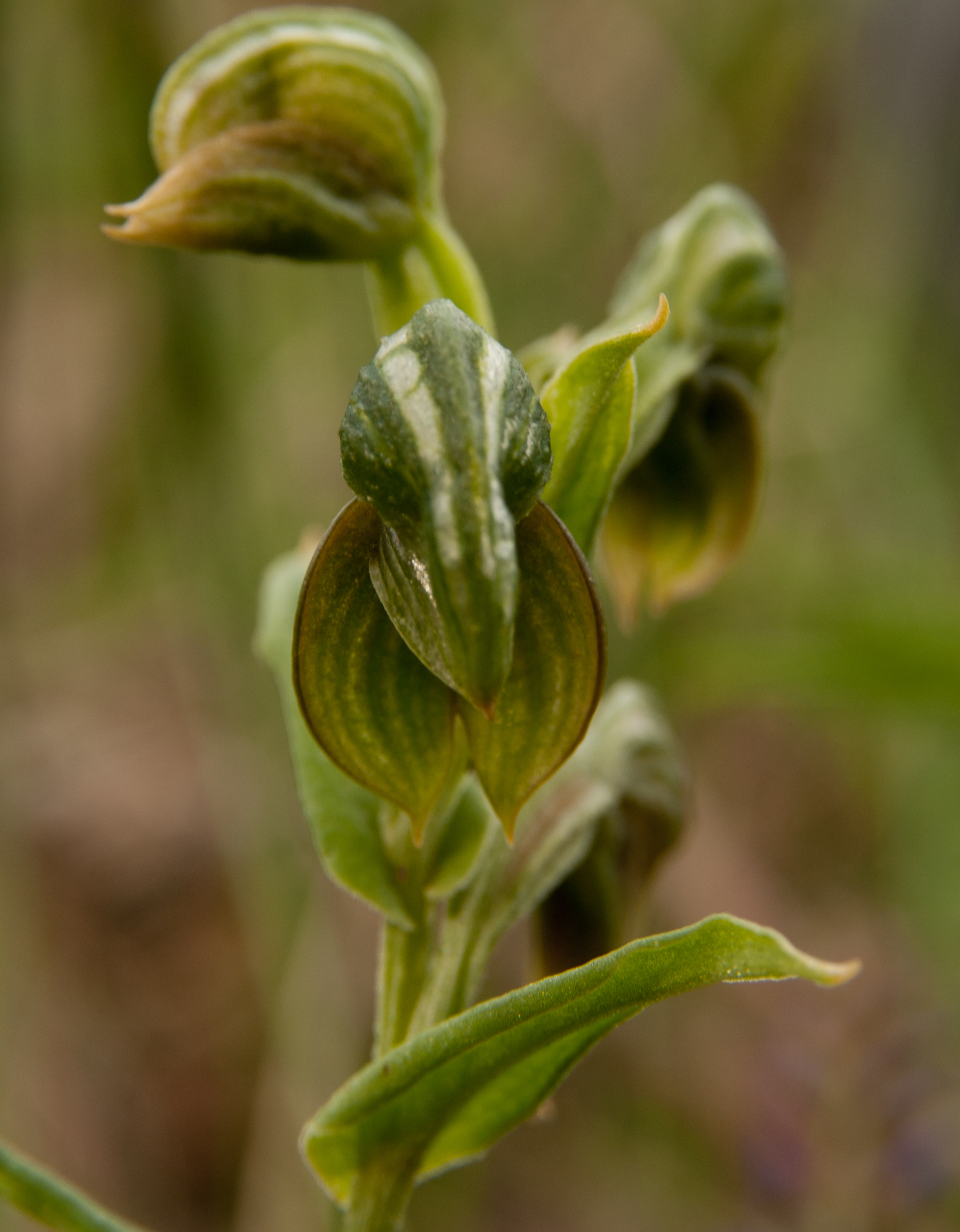